# Калиновка (Дубенский район)
Калиновка (укр. Калинівка) — село в Демидовской поселковой общине Дубенского района Ровненской области Украины.
До 2020 года входило в Демидовский район.
Население по переписи 2001 года составляло 156 человек. Почтовый индекс — 35221. Телефонный код — 3637. Код КОАТУУ — 5621485003.